# Desmanthus luteus
Desmanthus luteus là một loài thực vật có hoa trong họ Đậu. Loài này được (Leavenw.) Benth. ex Chapman miêu tả khoa học đầu tiên năm 1897.